# Città del Nuovo Galles del Sud
Lista di città del Nuovo Galles del Sud (Australia)

## Città riconosciute dal Geographical Names Board of New South Wales
- Sydney (capitale)
- Albury
- Armidale
- Bathurst
- Blue Mountains
- Broken Hill
- Campbelltown
- Cessnock
- Dubbo
- Goulburn
- Grafton
- Lithgow
- Liverpool
- Newcastle
- Orange
- Parramatta
- Penrith
- Queanbeyan
- Tamworth
- Wagga Wagga
- Wollongong

## Città non riconosciute dal Geographical Names Board of New South Wales
Questa lista include le Local Government Area che si trovano nell'area metropolitana di Sydney.